# Vulvo-vaginite atrophique
 Mise en garde médicale
Une vulvo-vaginite atrophique ou vaginite atrophique est une inflammation du vagin consécutive à l'atrophie des tissus de surface, elle-même provoquée par une carence en œstrogènes.

## Signes et symptômes
Après la ménopause, l'épithélium vaginal se transforme, devenant épais de quelques couches et souvent plus sec, avec une inflammation fréquente, pouvant donner lieu à plusieurs signes et symptômes génito-urinaires,, dont : 
- sécheresse vaginale[3],[4] ou moindre lubrification vaginale[4] ;
- Sensation de brûlure[3],[4] et autres douleurs parfois (dont lors de rapports sexuels)[3],[4] ; difficulté à s'asseoir[5] ;
- démangeaisons[3],[5], difficulté à s'essuyer[5] ;
- écoulements blancs ;
- écoulement malodorant (en cas d'infection) ;
- saignement après un rapport sexuel[6]
- miction douloureuse[3],[4] ;
- sang dans l'urine ;
- augmentation de la fréquence urinaire[3],[4], voire incontinence ;
- sensibilité accrue aux infections[3], des voies urinaires notamment[5],[4]

## Causes
Un manque d'œstrogène survient habituellement après la ménopause.
Également, l'allaitement maternel et la prise de certains médicaments peuvent aussi conduire à cette diminution.
Fumer augmente les risques d'être atteint par cette maladie.

## Diagnostic
Ces signes et symptômes peuvent être attribués à plusieurs causes, le diagnostic repose sur les symptômes qui ne peuvent pas être mieux pris en compte par un autre diagnostic, ; le diagnostic différentiel éliminera notamment l'infection vaginale, le cancer de la vulve, la dermatite de contact. Les tests de laboratoire ne fournissent généralement pas d'informations utiles au diagnostic.
Observations
- Des poils pubiens rares, une perte du coussinet adipeux labial, un amincissement et/ou la résorption des petites lèvres et le rétrécissement de l'ouverture vaginale indiquent une probable « carence » en œstrogènes. Un examen interne révélera la présence d'un faible tonus musculaire vaginal, une muqueuse vaginale lisse, brillante, pâle avec une perte de plis. Les fornices cervicales peuvent avoir disparu et le col de l'utérus peut apparaître au ras du haut du vagin.
- Une muqueuse vaginale qui saigne facilement et semble enflée est généralement le signe d'une inflammation[5]. Le pH vaginal sera mesuré à 4,5 et plus[8].

Signes décrit par la patiente
- Des douleurs lors de relation sexuelles (dyspareunie), des démangeaisons vaginales, une sensation de sécheresse du vagin, besoin anormalement fréquent et impérieux d'uriner, ou encore une sensation de brûlure lors de la miction (dysurie)[7],[9].

## Évolution
Le plus souvent, cet état persistera tant que la personne ne suit aucun traitement.
Cet état augmente le risque d'infection urinaire.

## Soins
L'application d'une crème à base d’œstrogènes sur les parois vaginales est le traitement habituellement recommandé selon la clinique Mayo. L'usage de lubrifiant anatomique peut soulager les symptômes. Selon la Société des obstétriciens et gynécologues du Canada « Les hydratants vaginaux, appliqués régulièrement, présentent une efficacité équivalant à celle des produits d’hormono-thérapie substitutive à application vaginale, en ce qui concerne le traitement des symptômes urogénitaux locaux (tels que la démangeaison et l’irritation vaginales et la dyspareunie), et devraient être offerts aux femmes qui souhaitent éviter d’avoir recours à l’hormonothérapie substitutive » Il est préférable d'utiliser peu ou pas de savon dans cette région. Environ la moitié des femmes occidentales en post-ménopause sont atteintes par cette maladie, mais au moins la moitié ne suit pas de traitement.

### Efficacité douteuse du laser
Aux États-Unis, la FDA a approuvé l'utilisation de lasers dans le traitement de nombreux troubles, dont pour traiter les tissus cervicaux ou vaginaux anormaux ou précancéreux et les verrues, mais sans jamais citer l'atrophie vaginale, l'incontinence urinaire ou la fonction sexuelle réduite (de même pour l'Ordre des médecins ou Conseils médicaux). Des essais de traitements au laser visant à resurfacer l'épithélium vaginal ont fait part de résultats satisfaisants sur quelques cas ; l'amélioration viendrait du fait que le traitement activerait les facteurs de croissance, lesquels augmentent le flux sanguin, le collagène et l'épaisseur de la muqueuse vaginale. Selon de premiers résultats, des femmes ainsi soignées par laser ont signalé une diminution des symptômes de sécheresse vaginale, de brûlure, de démangeaisons, de miction douloureuse et de douleur. Peu d'effets indésirables ont été notés.
Toutefois, le 30 juillet 2018, le commissaire de la FDA, Scott Gottlieb a dénoncé des pratiques commerciales « trompeuses » de la part de 7 fabricants de matériels utilisant le laser (Alma Lasers, BTL Aesthetics, BTL Industries, Cynosure, InMode, Sciton et ThermiGen) ; après avoir reçu 12 rapports d'effets indésirables (douleurs, inconfort important et saignements après le traitement) entre décembre 2015 et le 6 août 2018, la FDA a émis un avertissement indiquant que les lasers et autres appareils à haute énergie n'étaient pas approuvés pour le « rajeunissement du vagin » (procédure d'ailleurs non remboursée par les assureurs aux États-Unis car considérée comme « cosmétique »). Par courrier la FDA a demandé à ces fabricants des preuves d'allégations spécifiques, et des preuves de l'approbation de la FDA, de l'autorisation ou de l'intention de demander l'autorisation d'utiliser leurs produits sur les organes génitaux féminins.
Au niveau scientifique, l'efficacité de cette méthode n'a pas été prouvée, ni dans un méta-analyse, ni par une étude randomisée contre une procédure placebo.

## Épidémiologie, prévalence
Jusqu'à 50 % des femmes ménopausées présentent au moins un certain degré d'atrophie vaginale.
Cet état est susceptible d'être sous-diagnostiqué et sous-traité. Selon une autre étude portant sur 1 000 femmes ménopausées, 64 % de celles souffrant d'atrophie vulvo-vaginale font part de relations sexuelles douloureuses. Les femmes atteintes affirment avoir moins de plaisir lors de relations intimes et dans leur vie en général  quatre fois plus souvent que les femmes non atteintes.

## Éléments de définition et de terminologie
Jusqu'à la fin du XXe siècle, l'« atrophie vulvo-vaginale » et la « vaginite atrophique » ont été les deux expressions les plus utilisées pour décrire cet état (et cet ensemble de symptômes). Ces deux termes sont maintenant considérés comme en partie inexacts dans la description des modifications de l'ensemble du système génito-urinaire survenant après la ménopause. En effet : 
- L'atrophie vulvo-vaginale désigne une évolution physiologique, et n'entraîne pas systématiquement d'effets indésirables. Cette atrophie a longtemps été considérée dans la littérature médicale comme devant entrainer ou résultant de l'abandon d'une vie sexuelle, ce qui ne correspond pas à la réalité (plus de la moitié des femmes sont actives entre 50 et 79 ans)[4]
- Le terme « vaginite » suggère que le vagin est toujours enflammé ou infecté. Bien que cela puisse être vrai, ce n'est pas toujours le cas ; il suggère aussi que seul le vagin est affecté par l'atrophie.
- L'inflammation et l'infection ne sont pas les principales composantes des modifications postménopausiques du vagin. Les deux expressions ne décrivent pas les effets négatifs de ces changements sur les voies urinaires inférieures, changements qui peuvent être les symptômes les plus troublants de la ménopause pour les femmes[3].
- Le terme « vaginite atrophique » ne concerne que le vagin, sans refléter les changements associés des petites lèvres, des grandes lèvres, du clitoris, du vestibule, de l'urètre et de la vessie[4].

Pour décrire l'ensemble des symptômes associés, on parle plutôt de syndrome génito-urinaire de la ménopause (GSM pour les anglophones), expression qui a été jugée plus précise que l'« atrophie vulvo-vaginale » par deux sociétés professionnelles,,